# خانه امینیان (کدخدا حسن‌آباد)
خانه امینیان (کدخدا حسن‌آباد) مربوط به دوره قاجار است و در یزد، حسن‌آباد مشیر، بلوار مسجد مهدی، کوچه احرامیان، کوچه امینیان واقع شده و این اثر در تاریخ ۱۴ اسفند ۱۳۸۵ با شمارهٔ ثبت ۱۷۸۹۸ به‌عنوان یکی از آثار ملی ایران به ثبت رسیده است.